# Дежнёва, Анастасия Ивановна
Анастасия Ивановна Дежнёва (Харитонова) (род. 13 июня 1983) — российская спортсменка (вольная борьба, борьба на поясах), призёр чемпионата России по вольной борьбе, чемпионка мира по борьбе на поясах.

## Карьера
Анастасия Дежнева начала заниматься борьбой в 1999 году, уже через полтора года тренировок выиграла первенство мира по борьбе среди юниоров. В 2006 году выиграла чемпионат мира по борьбе на поясах. В декабре 2009 года завоевала бронзовую медаль на Кубке России в подмосковном Чехове. В августе 2010 года получила дисквалификацию на 2 года за применение фуросемида. В октябре 2020 года в Самаре стала серебряным призёром чемпионата России. В сентябре 2021 года в Нальчике стала чемпионкой России по борьбе на поясах. В декабре 2021 года в Казани стала чемпионкой мира по борьбе на поясах.

## Спортивные результаты
- Чемпионат мира по борьбе среди юниоров 2001 — ;
- Кубок мира по борьбе 2003 (команда) — 4;
- Кубок мира по борьбе 2003 — 7;
- Кубок мира по борьбе 2005 (команда) — ;
- Кубок мира по борьбе 2005 — 6;
- Чемпионат России по женской борьбе 2005 — ;
- Чемпионат России по борьбе на поясах 2006 — ;
- Кубок России по женской борьбе 2009 — ;
- Чемпионат России по борьбе на поясах 2020 — ;
- Чемпионат России по борьбе на поясах 2021 — ;
- Чемпионат мира по борьбе на поясах 2021 — ;